# Phaonia dorsolineata
Phaonia dorsolineata är en tvåvingeart som beskrevs av Shinonaga och Tadao Kano 1971. Phaonia dorsolineata ingår i släktet Phaonia och familjen husflugor. Inga underarter finns listade i Catalogue of Life.